# Dinohippus
Genre
Dinohippus est un genre fossile de chevaux qui était le plus répandu en Amérique du Nord au cours du Pliocène supérieur. Il a vraisemblablement donné naissance au genre Equus. Comme Equus, Dinohippus n'avait pas un chanfrein concave.
Equus possède un « stay apparatus » caractéristique, il s'agit d'un système formé par les os et les tendons pour l'aider à se tenir debout pendant de longues périodes sans dépenser son énergie. Dinohippus est le premier cheval à présenter une forme encore rudimentaire de ce caractère, ce qui est une preuve de plus des rapports étroits entre Dinohippus et Equus.
On a cru à l'origine que Dinohippus était un cheval monodactyle (avec un seul doigt), mais un fossile de 1981 trouvé dans le Nebraska montre que certains représentants étaient tridactyles (avec trois doigts).

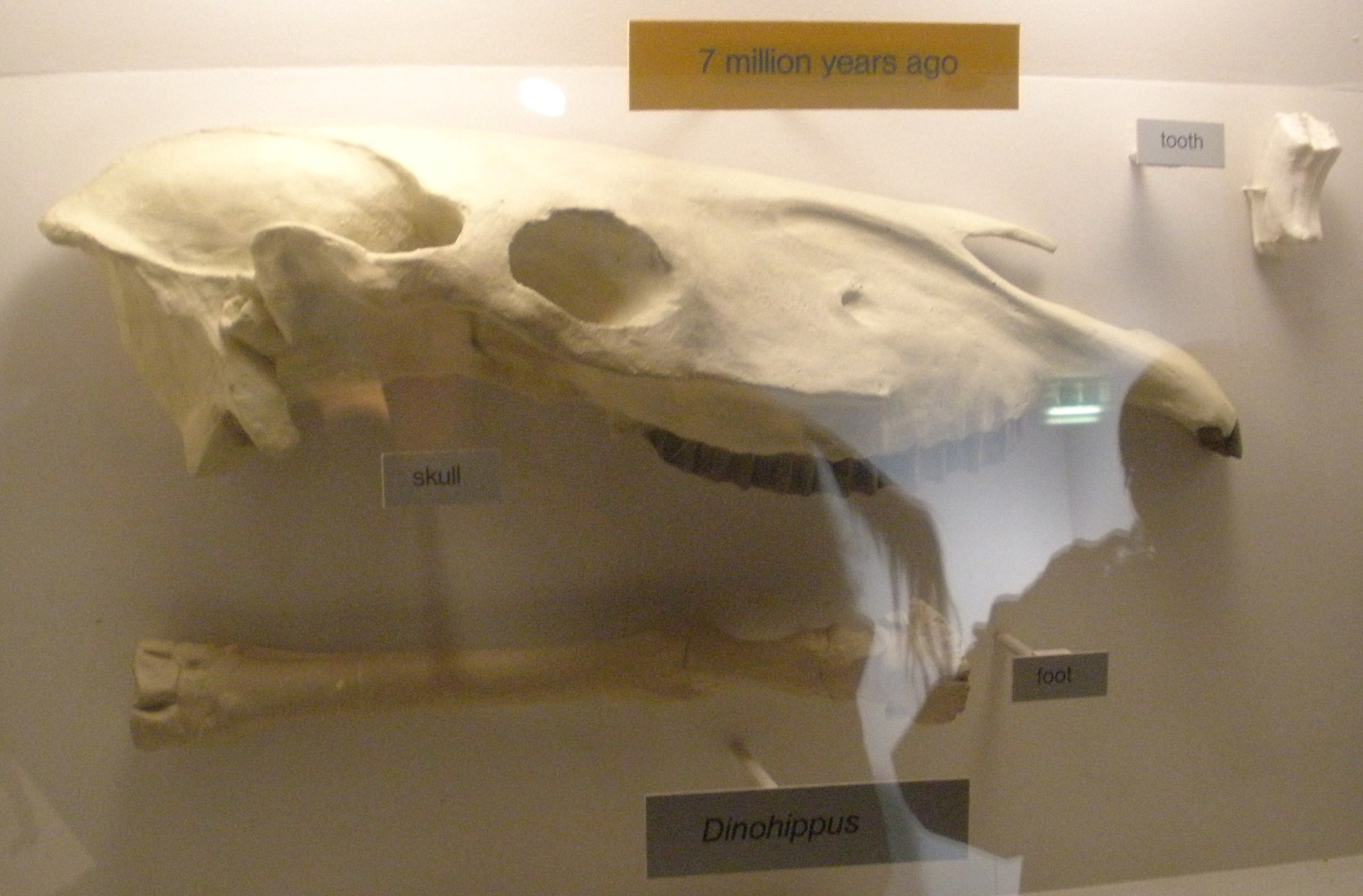
Crâne de Dinohippus

## Liste d'espèces
Selon Paleobiology Database (15 mars 2019) :
- Dinohippus edensis
- Dinohippus interpolatus Cope, 1893 †
- Dinohippus leardi Drescher, 1941 †
- Dinohippus leidyanus Osborn, 1918 †
- Dinohippus mexicanus Lance, 1950 †
- Dinohippus osborni
- Dinohippus pachyops
- Dinohippus subvenus

Espèces auxquelles BioLib (15 mars 2019) ajoute :
- Dinohippus coalingensis Merriam, 1914 †
- Dinohippus spectans Cope, 1880 †